# Чемпіонат світу з футболу 1938 (кваліфікаційний раунд)
Формат чемпіонату світу з футболу 1938 року передбачав участь 16 команд, що, з огляду на значно більшу кількість бажаючих, обумовило необхідність проведення кваліфікаційного раунду. Оскільки уперше в історії чемпіонатів світу команда-господар фінальної стадії (Франція) і діючий чемпіон світу (Італія) кваліфікувалися автоматично, під час кваліфікаційного раунду розігрувалися 14 путівок до фінальної стадії світової першості.
На момент жеребкування кваліфікаційного раунду кількість його учасників складала 34 збірні. Проте згодом сім команд, що представляли американський континент, а також збірна Японії знялися зі змагання, а збірну Єгипту було відсторонено рішенням ФІФА, після чого відразу чотири команди автоматично отримали місце у фінальній частині світової першості. Таким чином хоча б по одному матчу в рамках кваліфікаційного раунду провела лише 21 команда, загальна кількість матчів відбіркового турніру склала 22, а загальна кількість забитих голів — 96 (4,36 за гру).
Оскільки один з переможців кваліфікаційного раунду, збірна Австрії, не змогла стати учасником фінальної частини світової першості через втрату країною сувернітету після її аншлюсу Третім Рейхом, фактично учасниками чемпіонату світу стали лише 15 збірних.

## Формат
34 команди-учасниці відбору на момент жеребкування були розподілені за географічною ознакою на 12 груп:
- Групи з 1 по 9 - Європа: 11 місць, за які змагалися 23 команди (включаючи збірні Єигпту і Британської Палестини).
- Групи 10 і 11 - Америка: 2 місця, за які змагалися 9 команд.
- Група 12 - Азія: 1 місце, за яке змагалися 2 команди.

Відбіркові групи розрізнялися кількістю учасників і турнірним форматом:
- Група 1 мала 4 учасників. Кожна пара команд проводила між собою по одній грі. Переможець групи і команда, що посіла друге місце, кваліфікувалися.
- Групи 2, 3, 4, 5 та 7 мали по 2 учасники. В усіх групах крім п'ятої команди проводили між собою по дві гри, одній вдома і одній на виїзді. Переможець за сумою двох матчів кваліфікувався. У Групі 5 команди проводили єдину гру на нейтральному полі. Переможець цієї гри кваліфікувався.
- Групи 6 та 8 мали по 3 учасники. Найсильніша команда кожної з груп отримувала статус сіяної. Змагання проходили у два раунди:
  - Перший раунд: Дві несіяні команди грали між собою по дві гри, одній вдома і одній на виїзді. Переможець за сумою двох матчів проходив до заключного раунду.
  - Заключний раунд: Сіяна команда приймала переможця Першого раунду на власному полі. Переможець цієї гри кваліфікувався.
- Група 9 мала 3 учасників. Команди проводили одна проти одної по одній грі. Переможець групи і команда, що посіла друге місце, кваліфікувалися.
- Група 10 мала 2 учасників. Переможець групи кваліфікувався.
- Група 11 мала 7 учасників. Переможець групи кваліфікувався.
- Група 12 мала 2 учасників. Переможець групи кваліфікувався.

## Група 1
| Місце | Команда   | І | В | Н | П | Г+ | Г- | СГ   | О |
| ----- | --------- | - | - | - | - | -- | -- | ---- | - |
| 1     | Німеччина | 3 | 3 | 0 | 0 | 11 | 1  | 11.0 | 6 |
| 2     | Швеція    | 3 | 2 | 0 | 1 | 11 | 7  | 1.57 | 4 |
| 3     | Естонія   | 3 | 1 | 0 | 2 | 4  | 11 | 0.36 | 2 |
| 4     | Фінляндія | 3 | 0 | 0 | 3 | 0  | 7  | 0.00 | 0 |

| 16 червня 1937 | Швеція                                   | 4 – 0    | Фінляндія | Стокгольм, Швеція                                                 |  |
|                | Бунке 60', 82' Перссон 65' Сванстрем 68' | Протокол |           | Стадіон: Росунда Глядачі: 19,544 Суддя: Колбйорн Дален (Норвегія) |  |
|                |                                          |          |           |                                                                   |  |

| 20 червня 1937 | Швеція                                                                   | 7 – 2    | Естонія                 | Стокгольм, Швеція                                          |  |
|                | Йозефссон 7', 41' Бунке 40' Юнассон 49' (пен.) Веттерстрем 73', 77', 84' | Протокол | Сііменсон 2' Уукківі 3' | Стадіон: Росунда Глядачі: 18,270 Суддя: Отто Ремке (Данія) |  |
|                |                                                                          |          |                         |                                                            |  |

| 29 червня 1937 | Фінляндія | 0 – 2    | Німеччина           | Гельсінкі, Фінляндія                                                 |  |
|                |           | Протокол | Ленер 26' Урбан 38' | Стадіон: Теолен Паллокенття Глядачі: 6,619 Суддя: Отто Ремке (Данія) |  |
|                |           |          |                     |                                                                      |  |

| 19 серпня 1937 | Фінляндія | 0 – 1    | Естонія     | Турку, Фінляндія                                                           |  |
|                |           | Протокол | Куремаа 56' | Стадіон: Тапйолан Ургейлупуйсто Глядачі: 4,797 Суддя: Іван Еклінд (Швеція) |  |
|                |           |          |             |                                                                            |  |

| 29 серпня 1937 | Німеччина                       | 4 – 1    | Естонія       | Кенігсберг, Німеччина                                                      |  |
|                | Ленер 50', 65' Гаухель 53', 86' | Протокол | Сііменсон 34' | Стадіон: Горст Вессель Глядачі: 18,000 Суддя: Бруно Пфюцнер (Чехословакія) |  |
|                |                                 |          |               |                                                                            |  |

| 21 листопада 1937 | Німеччина                              | 5 – 0    | Швеція | Гамбург, Німеччина                                                             |  |
|                   | Зіффлінг 2', 57' Шепан 8' Шен 48', 63' | Протокол |        | Стадіон: Фолькспаркштадіон Глядачі: 51,000 Суддя: Бруно Пфюцнер (Чехословакія) |  |
|                   |                                        |          |        |                                                                                |  |

Німеччина і Швеція кваліфікувалися.

## Група 2
| Місце | Команда  | І | В | Н | П | Г+ | Г- | СГ   | О |
| ----- | -------- | - | - | - | - | -- | -- | ---- | - |
| 1     | Норвегія | 2 | 1 | 1 | 0 | 6  | 5  | 1.20 | 3 |
| 2     | Ірландія | 2 | 0 | 1 | 1 | 5  | 6  | 0.83 | 1 |

| 10 жовтня 1937 | Норвегія                       | 3 – 2    | Ірландія              | Осло, Норвегія                                                   |  |
|                | Кваммен 30', 64' Мартінсен 78' | Протокол | Джогеган 37' Данн 49' | Стадіон: Уллевол Глядачі: 19,000 Суддя: Пеко Баувенс (Німеччина) |  |
|                |                                |          |                       |                                                                  |  |

| 7 листопада 1937 | Ірландія                           | 3 – 3    | Норвегія                       | Дублін, Ірландська Вільна держава                                   |  |
|                  | Данн 10' О'Фланаган 62' Дугган 88' | Протокол | Кваммен 16', 33' Мартінсен 49' | Стадіон: Далімаунт-Парк Глядачі: 27,000 Суддя: Томас Гіббс (Англія) |  |
|                  |                                    |          |                                |                                                                     |  |

Норвегія кваліфікувалася.

## Група 3
| Місце | Команда   | І | В | Н | П | Г+ | Г- | СГ   | О |
| ----- | --------- | - | - | - | - | -- | -- | ---- | - |
| 1     | Польща    | 2 | 1 | 0 | 1 | 4  | 1  | 4.00 | 2 |
| 2     | Югославія | 2 | 1 | 0 | 1 | 1  | 4  | 0.25 | 2 |

| 10 жовтня 1937 | Польща                                       | 4 – 0    | Югославія | Варшава, Польща                                                                     |  |
|                | Піонтек 3', 20' Восталь 59' Вілімовський 78' | Протокол |           | Стадіон: Стадіон Війська Польського Глядачі: 30,000 Суддя: Люсьєн Леклерк (Франція) |  |
|                |                                              |          |           |                                                                                     |  |

| 3 квітня 1938 | Югославія      | 1 – 0    | Польща | Белград, Югославія                                                      |  |
|               | Мар'янович 61' | Протокол |        | Стадіон: Стадіон БСК Глядачі: 26,000 Суддя: Ріналдо Барлассіна (Італія) |  |
|               |                |          |        |                                                                         |  |

Польща обійшла Югославію за кращим співвідношення забитих і пропущених голів і кваліфікувалася.

## Група 4
| Місце | Команда | І                | В                | Н                | П                | Г+               | Г-               | РГ               | О                |
| ----- | ------- | ---------------- | ---------------- | ---------------- | ---------------- | ---------------- | ---------------- | ---------------- | ---------------- |
| —     | Румунія | кваліфікувалася  | кваліфікувалася  | кваліфікувалася  | кваліфікувалася  | кваліфікувалася  | кваліфікувалася  | кваліфікувалася  | кваліфікувалася  |
| —     | Єгипет  | дискваліфікована | дискваліфікована | дискваліфікована | дискваліфікована | дискваліфікована | дискваліфікована | дискваліфікована | дискваліфікована |

Єгипет мав зіграти проти Румунії 17 грудня 1937, проте керівництво єгипетської команди відмовилося проводити гру під час Рамадану, зазначивши, що грати у футбол у цей час «неможливо».

Згодом єгипетські футбольні керівники запросили команду австрійського клубу «Ферст Вієнна» до Єгипту для проведення товариської гри проти збірної Єгипту також під час Рамадану, після чого ФІФА припинила членство Єгипту в організації і присудила Румунії перемогу у кваліфікаційному раунді.

## Група 5
| Місце | Команда    | І | В | Н | П | Г+ | Г- | СГ   | О |
| ----- | ---------- | - | - | - | - | -- | -- | ---- | - |
| 1     | Швейцарія  | 1 | 1 | 0 | 0 | 2  | 1  | 2.00 | 2 |
| 2     | Португалія | 1 | 0 | 0 | 1 | 1  | 2  | 0.50 | 0 |

| 1 травня 1938 | Швейцарія         | 2 – 1    | Португалія          | Мілан, Італія                                                          |  |
|               | Ебі 24' Амадо 29' | Протокол | Пейротеу 72' (пен.) | Стадіон: Арена Чівіка Глядачі: 16,000 Суддя: Франческо Маттеа (Італія) |  |
|               |                   |          |                     |                                                                        |  |

Швейцарія кваліфікувалася.

## Група 6

### Перший раунд
| Місце | Команда              | І | В | Н | П | Г+ | Г- | СГ   | О |
| ----- | -------------------- | - | - | - | - | -- | -- | ---- | - |
| 1     | Греція               | 2 | 2 | 0 | 0 | 4  | 1  | 4.00 | 4 |
| 2     | Британська Палестина | 2 | 0 | 0 | 2 | 1  | 4  | 0.25 | 0 |

| 22 січня 1938 | Британська Палестина | 1 – 3    | Греція                          | Тель-Авів, Підмандатна Палестина                                |  |
|               | Нойфельд 36'         | Протокол | Вікелідіс 15', 30' Мігіакіс 73' | Стадіон: Маккабія Глядачі: 8,000 Суддя: Мохаммед Юссеф (Єгипет) |  |
|               |                      |          |                                 |                                                                 |  |

| 20 лютого 1938 | Греція               | 1 – 0    | Британська Палестина | Афіни, Греція                                                                 |  |
|                | Вікелідіс 88' (пен.) | Протокол |                      | Стадіон: Апостолос Ніколаїдіс Глядачі: 12,000 Суддя: Мика Попович (Югославія) |  |
|                |                      |          |                      |                                                                               |  |

Греція пройшла до заключного раунду.

### Заключний раунд
| Місце | Команда  | І | В | Н | П | Г+ | Г- | СГ   | О |
| ----- | -------- | - | - | - | - | -- | -- | ---- | - |
| 1     | Угорщина | 1 | 1 | 0 | 0 | 11 | 1  | 11.0 | 2 |
| 2     | Греція   | 1 | 0 | 0 | 1 | 1  | 11 | 0.09 | 0 |

| 25 березня 1938 | Угорщина                                                                               | 11 – 1   | Греція     | Будапешт, Угорщина                                                |  |
|                 | Женгеллер 15', 23' (пен.), 25', 65', 81' Тіткош 18', 75' Вінце 26' Немеш 34', 40', 52' | Протокол | Макріс 89' | Стадіон: Хунгарія Глядачі: 12,000 Суддя: Деніс Ксіфандо (Румунія) |  |
|                 |                                                                                        |          |            |                                                                   |  |

Угорщина кваліфікувалася.

## Група 7
| Місце | Команда        | І | В | Н | П | Г+ | Г- | СГ   | О |
| ----- | -------------- | - | - | - | - | -- | -- | ---- | - |
| 1     | Чехословаччина | 2 | 1 | 1 | 0 | 7  | 1  | 7.00 | 3 |
| 2     | Болгарія       | 2 | 0 | 1 | 1 | 1  | 7  | 0.14 | 1 |

| 7 листопада 1937 | Болгарія             | 1 – 1    | Чехословаччина | Софія, Болгарія                                                  |  |
|                  | Панчедієв 89' (пен.) | Протокол | Ржига 44'      | Стадіон: Юнак Глядачі: 15,000 Суддя: Ріналдо Барлассіна (Італія) |  |
|                  |                      |          |                |                                                                  |  |

| 24 квітня 1938 | Чехословаччина                                   | 6 – 0    | Болгарія | Прага, Чехословаччина                                                      |  |
|                | Шимунек 21', 79', 89' Неєдлий 57', 77' Лудль 73' | Протокол |          | Стадіон: Дженералі Арена Глядачі: 28,000 Суддя: Паль фон Герцка (Угорщина) |  |
|                |                                                  |          |          |                                                                            |  |

Чехословаччина кваліфікувалася.

## Група 8

### Перший раунд
| Місце | Команда | І | В | Н | П | Г+ | Г- | СГ   | О |
| ----- | ------- | - | - | - | - | -- | -- | ---- | - |
| 1     | Латвія  | 2 | 2 | 0 | 0 | 9  | 3  | 3.00 | 4 |
| 2     | Литва   | 2 | 0 | 0 | 2 | 3  | 9  | 0.33 | 0 |

| 29 липня 1937 | Латвія                              | 4 – 2    | Литва                     | Рига, Латвія                                                      |  |
|               | Канепс 19', 52', 83' Вастерманс 50' | Протокол | Гуделіс 79' Пуаліоніс 90' | Стадіон: АСК Глядачі: 10,000 Суддя: Густав Кріст (Чехословаччина) |  |
|               |                                     |          |                           |                                                                   |  |

| 3 вересня 1937 | Литва         | 1 – 5    | Латвія                                                 | Каунас, Литва                                                                                      |  |
|                | Пуаліоніс 72' | Протокол | Канепс 4', 45' (пен.) Бордушко 11', 30' Вастерманс 67' | Стадіон: Стадіон імені С. Дарюса та С. Гіренаса Глядачі: 10,000 Суддя: Ганс Франкенштайн (Австрія) |  |
|                |               |          |                                                        | |  |

Латвія пройшла до заключного раунду.

### Заключний раунд
| Місце | Команда | І | В | Н | П | Г+ | Г- | СГ   | О |
| ----- | ------- | - | - | - | - | -- | -- | ---- | - |
| 1     | Австрія | 1 | 1 | 0 | 0 | 2  | 1  | 2.00 | 2 |
| 2     | Латвія  | 1 | 0 | 0 | 1 | 1  | 2  | 0.50 | 0 |

| 5 жовтня 1937 | Австрія                 | 2 – 1    | Латвія        | Відень, Австрія                                                                  |  |
|               | Єрусалем 15' Біндер 33' | Протокол | Вастерманс 6' | Стадіон: Ернст-Гаппель-Штадіон Глядачі: 16,000 Суддя: Паль фон Герцка (Угорщина) |  |
|               |                         |          |               |                                                                                  |  |

Австрія кваліфікувалася, проте згодом країна втратила суверенітет внаслідок аншлюсу Третім Рейхом. ФІФА запропонувала місце у фінальній частині чемпіонату, яке звільнилося, збірній Англії, яка запрошення відхилила. Після цього ФІФА вирішила не надавати жодній збірній права кваліфікуватися на місце Австрії і провести чемпіонат без участі однієї з команд.

## Група 9
| Pos. | Команда    | І | В | Н | П | Г+ | Г- | СГ   | О |
| ---- | ---------- | - | - | - | - | -- | -- | ---- | - |
| 1    | Нідерланди | 2 | 1 | 1 | 0 | 5  | 1  | 5.00 | 3 |
| 2    | Бельгія    | 2 | 1 | 1 | 0 | 4  | 3  | 1.33 | 3 |
| 3    | Люксембург | 2 | 0 | 0 | 2 | 2  | 7  | 0.29 | 0 |

| 28 листопада 1937 | Нідерланди                    | 4 – 0    | Люксембург | Роттердам, Нідерланди                                             |  |
|                   | Сміт 29' де Бур 68', 78', 82' | Протокол |            | Стадіон: Феєнорд Глядачі: 40,000 Суддя: Карл Вайнгартер (Австрія) |  |
|                   |                               |          |            |                                                                   |  |

| 13 березня 1938 | Люксембург        | 2 – 3    | Бельгія                       | Люксембург, Люксембург                                                         |  |
|                 | Лібар 4' Кемп 33' | Протокол | Воргоф 19' Брен 55' Деврі 59' | Стадіон: Муніципальний стадіон Глядачі: 11,200 Суддя: Жорж Капдевіль (Франція) |  |
|                 |                   |          |                               |                                                                                |  |

| 3 квітня 1938 | Бельгія       | 1 – 1    | Нідерланди       | Антверпен, Бельгія                                                  |  |
|               | Ісемборгс 53' | Протокол | ван Спандонк 37' | Стадіон: Босейлстадіон Глядачі: 47,660 Суддя: Артур Джюелл (Англія) |  |
|               |               |          |                  |                                                                     |  |

Нідерланди і Бельгія кваліфікувалися.

## Група 10
| Місце | Команда   | І               | В               | Н               | П               | Г+              | Г-              | СГ              | О               |
| ----- | --------- | --------------- | --------------- | --------------- | --------------- | --------------- | --------------- | --------------- | --------------- |
| 1     | Бразилія  | кваліфікувалася | кваліфікувалася | кваліфікувалася | кваліфікувалася | кваліфікувалася | кваліфікувалася | кваліфікувалася | кваліфікувалася |
| 2     | Аргентина | знялася         | знялася         | знялася         | знялася         | знялася         | знялася         | знялася         | знялася         |

Аргентина знялася зі змагання, і Бразилія кваліфікувалася автоматично.

## Група 11

### Перший раунд
| Rank | Команда              | І       | В       | Н       | П       | Г+      | Г-      | СГ      | О       |
| ---- | -------------------- | ------- | ------- | ------- | ------- | ------- | ------- | ------- | ------- |
| 1    | Куба                 | пройшла | пройшла | пройшла | пройшла | пройшла | пройшла | пройшла | пройшла |
| 2    | Коста-Рика           | знялися | знялися | знялися | знялися | знялися | знялися | знялися | знялися |
| 2    | Нідерландська Гвіана | знялися | знялися | знялися | знялися | знялися | знялися | знялися | знялися |
| 2    | Сальвадор            | знялися | знялися | знялися | знялися | знялися | знялися | знялися | знялися |
| 2    | Колумбія             | знялися | знялися | знялися | знялися | знялися | знялися | знялися | знялися |
| 2    | Мексика              | знялися | знялися | знялися | знялися | знялися | знялися | знялися | знялися |
| 2    | США                  | знялися | знялися | знялися | знялися | знялися | знялися | знялися | знялися |

Коста-Рика, Нідерландська Гвіана, Сальвадор, Мексика, Колумбія і США знялися зі змагання, тож Куба кваліфікувалася автоматично.

## Група 12
| Місце | Команда                 | І               | В               | Н               | П               | Г+              | Г-              | СГ              | О               |
| ----- | ----------------------- | --------------- | --------------- | --------------- | --------------- | --------------- | --------------- | --------------- | --------------- |
| 1     | Нідерландська Ост-Індія | кваліфікувалася | кваліфікувалася | кваліфікувалася | кваліфікувалася | кваліфікувалася | кваліфікувалася | кваліфікувалася | кваліфікувалася |
| 2     | Японія                  | знялася         | знялася         | знялася         | знялася         | знялася         | знялася         | знялася         | знялася         |

Японія знялася зі змагання, тож Нідерландська Ост-Індія кваліфікувалася автоматично.

## Учасники
| Команда                 | Кількість участей | Кількість участей поспіль | Остання участь |
| ----------------------- | ----------------- | ------------------------- | -------------- |
| Австрія                 | 2                 | 2                         | 1934           |
| Бельгія                 | 3                 | 3                         | 1934           |
| Бразилія                | 3                 | 3                         | 1934           |
| Куба                    | 1                 | 1                         | –              |
| Чехословаччина          | 2                 | 2                         | 1934           |
| Нідерландська Ост-Індія | 1                 | 1                         | –              |
| Франція (г)             | 3                 | 3                         | 1934           |
| Німеччина               | 2                 | 2                         | 1934           |
| Угорщина                | 2                 | 2                         | 1934           |
| Італія (ч)              | 2                 | 2                         | 1934           |
| Нідерланди              | 2                 | 2                         | 1934           |
| Норвегія                | 1                 | 1                         | –              |
| Польща                  | 1                 | 1                         | –              |
| Румунія                 | 3                 | 3                         | 1934           |
| Швеція                  | 2                 | 2                         | 1934           |
| Швейцарія               | 2                 | 2                         | 1934           |

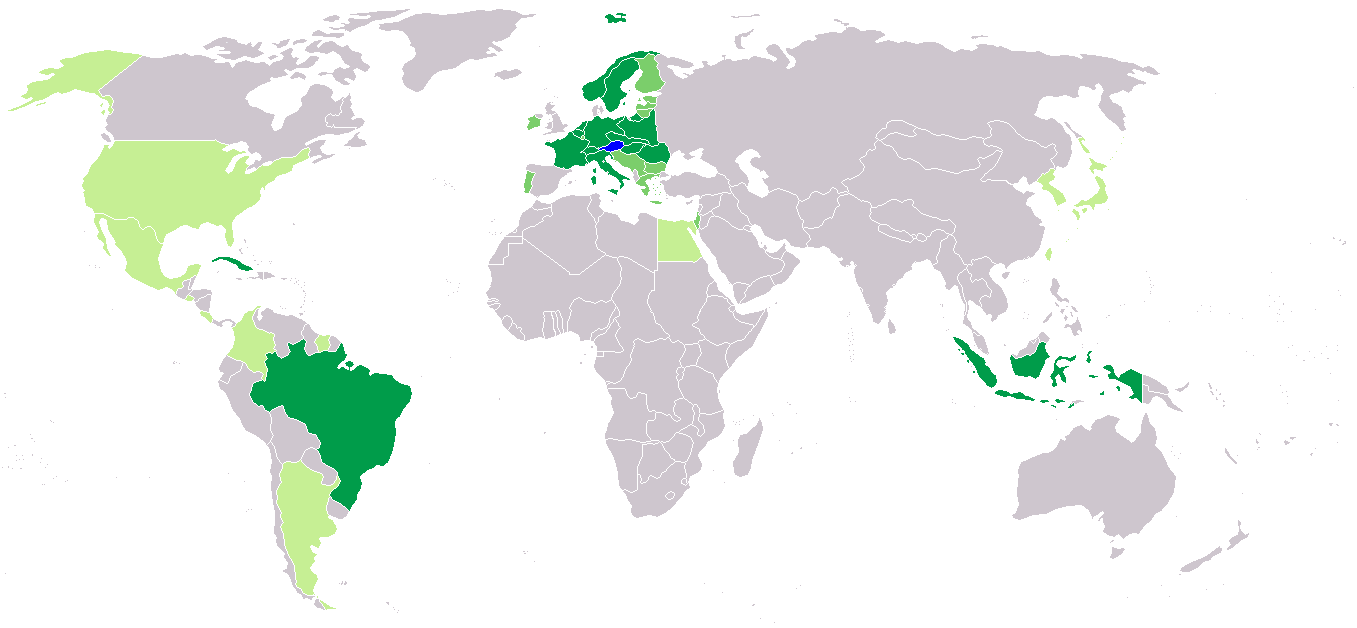
Учасники кваліфікаційного раунду чемпіонату світу 1938

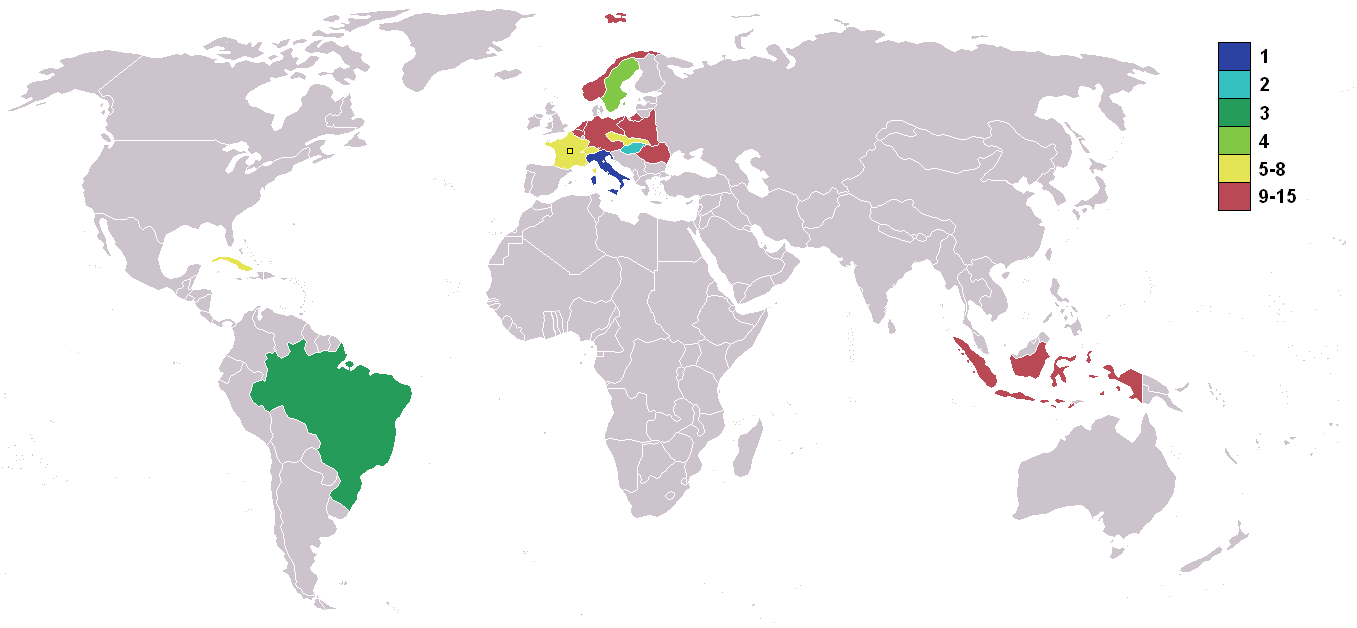
Учасники фінального турніру чемпіонату світу 1938

- Австрія знялася зі змагання внаслідок аншлюсу і втрати суверенітету країною.
- (г) - кваліфікувалася автоматично як господар
- (ч) - кваліфікувалася автоматично як діючий чемпіон

## Бомбардири
5 голів
| - Дьюла Женгеллер - Фріцис Канепс |

4 голи
| - Рейдар Кваммен |

3 голи
| - Ладіслав Шимунек - Ернст Ленер - Клеантіс Вікелідіс | - Йожеф Немеш - Ілья Вастерманс - Піт де Бур | - Леннарт Бунке - Густав Веттерстрем |

2 голи
| - Олдржих Неєдлий - Георг Сііменсон - Йозеф Гаухель - Гельмут Шен | - Отто Зіффлінг - Паль Тіткош - Джиммі Данн - Вацлавс Бордушко | - Йонас Пуаліоніс - Альф Мартінсен - Леонард Піонтек - Густав Йозефссон |

1 гол
| - Франц Біндер - Камілло Єрусалем - Раймон Брен - Генрі Ісемборгс - Бернар Воргоф - Франсуа Деврі - Георгі Панчедієв - Йозеф Лудль - Ян Ржига - Річард Куремаа - Гейнріх Уукківі - Фріц Шепан | - Адольф Урбан - Лефтеріс Макріс - Антоніс Мігіакіс - Єне Вінце - Гаррі Дугган - Матті Джогеган - Кевін О'Фланаган - Юозас Гуделіс - Густав Кемп - Каміль Лібар - Пері Нойфельд - Кік Сміт | - Генк ван Спандонк - Ернест Вілімовський - Єржи Восталь - Фернанду Пейротеу - Свен Юнассон - Ерік Перссон - Курт Сванстрем - Жорж Ебі - Лауро Амадо - Благоє Мар'янович |